# Monopleuridae
De Monopleuridae zijn een familie van uitgestorven tweekleppigen uit de orde Hippuritida.